# Soma (Manisa)
Soma (també coneguda com a Germe, Germae, Germa, Colonia Germa, Sacra Germa o Germa de Mísia) és una vila dels districte de la província de Manisa de Turquia.